# Wapen van Bennebroek

Wapen van Bennebroek

Het wapen van Bennebroek is op 26 januari 1971 aan de toenmalige Nederlandse gemeente Bennebroek toegekend. In 2009 is Bennebroek opgegaan in de nieuw gevormde gemeente Bloemendaal.

## Geschiedenis
Het wapen van Bennebroek is overgenomen van het wapen van de heerlijkheid Bennebroek. De familie Van Bennebroek voerde rond 1500 dit wapen. In 1653 ontstond de heerlijkheid nadat deze was afgesplitst van de heerlijkheid Heemstede. De eerste heer was Adriaan Pauw (1585-1653), lid van het geslacht Pauw; hij carteleerde zijn wapen in vier kwartieren en voerde meteen het heerlijkheidswapen in de kwartieren II en III van zijn eigen familiewapen. Later werd het wapen van de heerlijkheid een blauw schild met daarop een zilveren pauw die het oude heerlijkheidswapen aan een rood lint om zijn nek hield. Het wapen werd vastgesteld bij Koninklijk Besluit op 26 januari 1971.

## Blazoen
De beschrijving van het wapen van Bennebroek luidt als volgt:
In keel een dwarsbalk van goud. Het schild gedekt met een gouden kroon van 3 bladeren en 2 parels.
In het blazoen staat aangegeven dat het wapen rood (keel) van kleur is met daarop een dwarsbalk (liggende balk) van goud. Het schild heeft een kroon van drie bladeren met daartussen twee parels. Het wapen heeft geen schildhouder.

## Verwant wapen

Wapen van de heerlijkheid Bennebroek